# Toxotes microlepis
Toxotes microlepis és una espècie de peix de la família dels toxòtids i de l'ordre dels perciformes.

## Descripció
Fa 15 cm de llargària màxima i presenta franges fosques o taques sobre un fons de color groc a argentat. 1 única aleta dorsal amb 4-5 espines (la quarta és més llarga que la tercera i la segona és lleugerament més curta que la tercera de l'aleta anal). Dors recte i ventre força corbat. Ulls grans. Musell punxegut i més curt que el d'altres peixos arquers. Escates més petites que les de qualsevol altra espècie del matèix gènere. 40-42 escates a la línia lateral (encara que se n'han trobat exemplars al riu Mekong amb 34-37). De vegades, és confós amb Toxotes jaculatrix perquè ambdues espècies tenen 4-5 franges en forma de falca als seus flancs. No obstant això, les franges de T. jaculatrix s'estenen a l'aleta dorsal, mentre que les de T. microlepis s'aturen per sota de la susdita aleta. Antany, es pensava que l'espècie Toxotes blythii era idèntica a T. microlepis però les diferències estructurals i de coloració entre l'una i l'altra van aconsellar elevar T. blythii a la categoria de nova espècie.

## Alimentació
Menja insectes terrestres, zooplàncton, crustacis i larves d'insectes aquatics.

## Hàbitat i distribució geogràfica
És un peix d'aigua dolça i salabrosa (no migra mai a l'aigua salada com fan altres peixos arquers i és l'espècie del seu gènere que es troba més riu amunt des dels estuaris), pelàgic, potamòdrom i de clima tropical, el qual viu a Àsia: les ribes d'aigües corrents i estancades amb vegetació dels grans rius de la península de Malaca, Sumatra i Borneo i, també, les conques dels rius Mekong i Chao Phraya, incloent-hi Cambodja, Indonèsia, Laos, Malàisia, el Vietnam i Tailàndia.

## Principals amenaces per a la seua conservació
Li podria afectar la contaminació de l'aigua dels trams inferiors dels rius i dels estuaris.

## Observacions
És inofensiu per als humans i es comercialitza fresc.